# Жакутинга (Минас-Жерайс)
Жакутинга (порт. Jacutinga) — муниципалитет в Бразилии, входит в штат Минас-Жерайс. Составная часть мезорегиона Юг и юго-запад штата Минас-Жерайс. Входит в экономико-статистический микрорегион Посус-ди-Калдас. Население составляет 20 090 человек на 2006 год. Занимает площадь 347,273 км². Плотность населения — 57,9 чел./км².

## История
Город основан 16 сентября 1901 года. 

## Статистика
- Валовой внутренний продукт на 2005 год составляет 168 705 000,00 реалов (данные: Бразильский институт географии и статистики).
- Валовой внутренний продукт на душу населения на 2005 год составляет 8467,00 реалов (данные: Бразильский институт географии и статистики).
- Индекс развития человеческого потенциала на 2000 год составляет 0,797 (данные: Программа развития ООН).